# Židovský hřbitov ve Spáleném Poříčí
Židovský hřbitov ve Spáleném Poříčí se nachází na severozápadním okraji města nedaleko náměstí. Má rozlohu 1036 m².
Hřbitov, obklopený kamennou zdí, byl údajně založen v roce 1683, doložen je však až od druhé poloviny 18. století. Dochovalo se zde asi 250 náhrobků, nejstarší čitelný náhrobek pochází z konce 18. století. Pohřbívalo se zde do roku 1937.
Židovská komunita ve Spáleném Poříčí, která se datuje z doby před rokem 1623, přestala existovat podle zákona z roku 1890, po druhé světové válce pro nízký počet přeživších nemohla být obnovena.
Hřbitov je chráněn jako kulturní památka České republiky.
Ve městě od 17. století stávala také synagoga, která byla zbourána v roce 1946.